# داجمار هيرتز
داجمار هيرتز (بالألمانية: Dagmar Hirtz)‏ (و. 1941  م) هي مخرجة أفلام، ومونتيرة، وكاتبة سيناريو، ومخرجة تلفزيونية، ومنتجة أفلام ألمانية، ولدت في آخن.

## وصلات خارجية
- داجمار هيرتز على موقع IMDb (الإنجليزية)
- داجمار هيرتز على موقع مونزينجر (الألمانية)
- داجمار هيرتز على موقع ألو سيني (الفرنسية)
- داجمار هيرتز على موقع أول موفي (الإنجليزية)
- داجمار هيرتز على موقع قاعدة بيانات الأفلام السويدية (السويدية)
- داجمار هيرتز على موقع قاعدة بيانات الفيلم (الإنجليزية)
- داجمار هيرتز على موقع كينوبويسك (الروسية)